# 샤로시 죄르지
샤로시 죄르지(헝가리어: Sárosi György ˈʃaːroʃi ˈɟørɟ[*], 1912년 8월 5일, 부다페스트 ~ 1993년 6월 20일, 리구리아 주 제노바)는 헝가리의 전 축구 선수이다. 샤로시는 완전체 축구 선수로, 다재다능함과 기술력에서 두각을 나타냈으며, 소속 구단인 페렌츠바로시와 헝가리 국가대표팀에서 여러 역할을 맡았다. 본래 후방 공격수이지만, 그는 미드필더나 중앙 수비수로 뛰기도 했으며, 페렌츠바로시에서 1932년부터 1941년까지 헝가리 리그를 5번 제패했다. 그는 제2차 세계 대전 이전의 시대에 손꼽히는 위대한 선수로 평가되었다.
그는 1934년 월드컵에서도 득점을 올렸으나, 전성기는 주장으로 참가한 1938년 월드컵 당시로, 그는 이 대회에서 5골을 기록해 결승행에 일조했고, 이탈리아와의 결승전에서는 2-3으로 추격하는 득점을 올렸지만, 실비오 피올라의 쐐기골로 추격 의지를 상실한 헝가리는 대회를 준우승으로 마무리했다. 그는 이 대회를 득점 3위로 마무리했다.
그는 IFFHS 세기의 선수 투표에서 60위에 이름을 올렸다. 그는 헝가리 국가대표팀에서 62경기에 출전해 42골을 넣어 국가대표팀 역대 최다 득점 5위에도 이름을 올렸다.
이탈리아로 이주한 샤로시는 제노아, 유벤투스, 바리, 그리고 로마 등의 유수 구단들을 지휘했다. 그는 루가노 감독도 역임한 적이 있다. 1993년, 그는 향년 80세로 숨졌다.

## 유년 시절
1912년 8월 5일, 부다페스트에서 스테퍼니치치 죄르지의 이름으로 출생한 그는 나중에 헝가리어 성씨인 샤로시로 개칭했다. 그의 부친은 재봉사로 승하에 세 명의 자식(죄르지, 라실로, 벨러)을 두었다. 이 삼남매는 모두 운동 선수로 대성했다. 벨러 샤로시도 축구 선수로 활동했고, 샤로시 라실로는 수구 선수였다.(동명의 아들도 수구를 했지만, 동세대에 축구 선수로 활동한 동명의 인물과는 아무런 관련이 없는 별개의 인물이다.) 학창 시절, 축구를 한 것 외에도, 죄르지는 테니스, 탁구, 수구, 그리고 육상도 병행했다. 그는 기술적으로 완벽했던 것 외에도 현장에서 전술 및 경기 지능으로 두각을 나타냈다.
그는 레알터노더 가의 에외트뵈시 고등학교를 졸업했다. 학교 축구부는 KISOK 리그에 소속되었다. 그도 그곳에서 출전하였는데, 이 곳에서 나중에 동료로 활동한 허더와 러저루시와 한배를 탔다. 페렌츠바로시 유소년부 샤샤 감독은 학교 축구부에서 활동하는 그를 유심히 지켜보았다.
그는 15세에 페렌츠바로시 유소년부에 합류했다. 수도 연고의 거함은 그와 몇 년 뒤 프로 계약을 체결할 의사를 보였지만, 젊은 샤로시는 다른 생각이 있었다. "전 변호사가 되고 싶었습니다"라고 샤로시는 회고했다. "저는 축구를 재미로 하는 것이지 직업으로 좇지 않았습니다. 하지만 제 아버지(재봉사로 생계가 어려웠다)께서 대공황으로 많은 사람이 실직했고, 제가 축구 선수로 활동하기에 충분히 재능 있어 도전해 보라고 하셨습니다."

## 클럽 경력
1930년 고향팀인 페렌츠바로시 TC에 입단하며 프로에 입문한 후 1948년까지 18년동안 단 한번의 이적없이 한팀에서만 활동하며 통산 383경기에서 351골을 터뜨리는 맹활약을 펼치면서 팀의 넴제티 버이녹샤그 I 5회 우승, 헝가리컵 4회 우승, 1937년 미트로파컵 우승에 기여했고 리그 4번의 득점왕과 미트로파컵 3번의 득점왕을 차지했다. 이후 1948년 36세(한국 나이 37세)의 나이로 은퇴를 선언했다.

## 국가대표팀 경력
국가대표로는 1931년부터 1943년까지 활동하였고 그동안 62경기에서 42골을 터뜨리며 팀의 1938년 FIFA 월드컵 준우승에 공헌했고 이와 더불어 월드컵 브론즈볼 및 브론즈 부트를 수상하였으며 1938년 월드컵 올스타팀에도 선정되는 영예를 안았다.

## 감독 경력
1948년 선수에서 은퇴한 후 지도자의 길로 들어선 죄르지는 1963년까지 15년동안 이탈리아와 스위스의 프로팀 감독을 맡았고 특히 세리에 A 1951-52 시즌에서 유벤투스 FC의 리그 우승을 이끌기도 했다. 이후 1963년 스위스의 FC 루가노를 끝으로 감독에서도 은퇴를 선언했고 1993년 제노아에서 80세를 일기로 생을 마쳤다.

## 수상

### 클럽
페렌츠바로시
- 헝가리 리그: 1932, 1934, 1938, 1940, 1941[5]
- 머저르 쿠퍼: 1933, 1942, 1943, 1944[5]
- 미트로파컵: 1937[5]

### 국가대표팀
헝가리
- 월드컵 준우승: 1938
- 중부 유럽 선수권 대회 3위: 1931–32, 1933–35

### 감독
유벤투스
- 세리에 A: 1951–52

### 개인
- 월드컵 브론즈 볼: 1938[5]
- 월드컵 브론즈 부트: 1938[5]
- 월드컵 올스타 팀: 1938
- 중부 유럽 선수권 대회 득점왕: 1933–35
- 월드 사커지 가장 위대한 100명
- 미트로파컵 득점왕: 1935, 1937, 1940
- 헝가리 리그 득점왕: 1935–36, 1939–40, 1940–41
- 헝가리 리그 비공식 득점왕: 1944

## 같이 보기
- 원클럽맨 명단